# Stella Polaris (molen)
De Stella Polaris (latijn voor Poolster) is een stellingmolen in Dieden in de gemeente Oss.
De Stella Polaris heeft tot 1957 gemalen. De molen was vanaf circa 1900 eigendom van de familie Bijl; daarvoor van de familie Holten.
De molen is gebouwd in 1865 als korenmolen. Bij de bouw werd onder meer gebruikgemaakt van tweedehands materialen. Zo zijn de dikke steunbalken van de maalzolder en de steenzolder afkomstig van een gesloopte molen die aan de overkant van de Maas stond. Deze balken dateren dus al van ver voor 1865.
Kees van Rijn was vanaf 1949 de laatste molenaar op deze molen. Vaak was het malen onmogelijk vanwege onvoldoende wind. Daarom werd aan de noordwestzijde een ruimte aangebouwd voor een dieselmotor. Wanneer er gebrek was aan wind kon het maaltoestel hierdoor worden aangedreven.
Tijdens strenge winters was het wel lastig de dieselmotor op gang te krijgen. Om de continuïteit beter te kunnen waarborgen werd eind 1956 een elektrisch aangedreven maalderij in gebruik genomen aan de Voorstraat. 
In 1958 werd de molen door een ongehuwde Bennekomse verpleegster, in het dorp bekend als juffrouw van Vliet, als woning ingericht. De koopprijs was 6000 gulden. Om het aanzicht te verfraaien werd de buitenkant van de molen gezandstraald, waardoor de muren waarschijnlijk poreuzer zijn geworden. 
Om woonruimte te maken werd de maalinrichting afgebroken. Alleen het binnenwerk in de kap en het spoorwiel bleven gespaard. Het wonen in de molen viel haar bitter tegen. Het was koud en vochtig, de winters waren haast niet door te komen. Ook het kraken van de wieken bij veel wind boezemde haar angst in. Na drie jaren had de Bennekomse er genoeg van en zij vertrok.
In 1964 werd de molen verkocht aan een Rotterdamse reder, die hem als opslagruimte voor zijn archief ging gebruiken. Kort daarop vertrok de reder naar het buitenland en liet de molen jarenlang onbeheerd achter. Hij raakte snel in verval. ‘Het vocht begon aan het interieur te vreten en de vernielzucht van vlegels deed van buiten de rest’.
Kort na het overlijden van de reder in het voorjaar van 1972 wordt de molen gekraakt door een jong echtpaar. Zij knappen de molen enigszins op, maar al in de herfst van dat jaar werden het vocht en de kou het jonge paar te machtig en het zocht zijn heil ergens anders.
Moleninventarisatie naar de toestand van medio 1973: "De molen is thans ook als woning niet meer in gebruik en staat totaal verlaten aan de dijk."
Een van de vroegere bewoners was luchtvaartauteur Hugo Hooftman, die begin jaren 80 in de molen woonde.
De molen werd in de jaren 80 van de twintigste eeuw en door de huidige eigenaren in 2004 gerestaureerd. Tegenwoordig draait de 'Stella Polaris' alleen nog "voor den Prins" (waarmee de Prins van Oranje wordt bedoeld). Het betekent dat de wieken wel draaien, maar er geen graan wordt gemalen. De laatste eigenaren en bewoners waren Henk van Loon en Jeanette Henrichs. Op 8 juni 2020 is Henk van Loon is op 67-jarige leeftijd overleden.  
S.H.A.M. Zoetmulder, de auteur van het boek "De Brabantse Molens" schrijft over de Stella Polaris: "een prachtig gelegen stellingmolen op Ravensteins grondgebied aan de hoge rand van de Maaspolders in het dorpje Dieden. Bij zulke vredige vergezichten zou een Brabantse Alphonse Daudet er zijn Lettres de mon moulin hebben kunnen schijven."